# Ruud van Rijen
Ruud van Rijen (Baarle-Hertog, 18 januari 1964) is een Nederlands muziekproducent. Hij is vooral bekend als oprichter en producer van de eurodance-act Twenty 4 Seven.

## Biografie

### Jeugd en opleiding
Van Rijen werd geboren in België maar verhuisde al meteen na zijn geboorte met zijn Nederlandse ouders naar Goirle, waar hij de eerste tien jaar van zijn leven heeft gewoond. Daarna verhuisde hij met zijn ouders mee naar Valkenswaard, waar hij de rest van zijn jeugd heeft doorgebracht. Inmiddels woont Van Rijen al ruim 30 jaar in Lommel (België).
Van Rijen was als kind al in de weer met gereedschap, rondde de LTS aan Don Bosco in Valkenswaard af en ging vervolgens werken als timmerman en meubelmaker. Toen hij voor het eerst in aanraking kwam met het radioprogramma In The Mix van DJ Ben Liebrand, was Van Rijen verkocht en ging het roer om: "Dit wil ik ook!". Hij kocht direct twee platenspelers en begon met oefenen.

### Carrière
Na zijn dienstperiode verruilde Van Rijen zijn baan als timmerman voor een functie als verkoper bij Maxwell, waar hij witgoed en stereo-installaties verkocht. Dit gaf hem de ruimte om zijn mixing-skills verder uit te breiden, wat er vervolgens toe heeft geleid dat hij zijn mixen is gaan inzenden naar Nederlandse radiostations. Hier werd Van Rijen al snel ontdekt. Hij deed mee aan lokale mix-wedstrijden in Valkenswaard, won vervolgens de Zuid-Nederlandse mix-kampioenschappen in The Broadway in Erp en stootte door naar de Nederlandse kampioenschappen van de AVRO, waar hij de eerste keer 2e en de tweede keer 4e werd. Ook stuurde Van Rijen zijn mixen in naar de Ferry Maat's Soulshow, waar hij regelmatig in de uitzending te horen was. In de jaren die daarop volgde heeft Van Rijen in de jury gezeten van het AVRO programma Drie Maal Doordraai van DJ Robin Albers en is hij benaderd door de TROS om 4 jaarmixen te maken.
Vanaf 1985 werd een professionele studio gebouwd, en een jaar later kreeg Van Rijen zijn eerste serieuze dj-baan aangeboden bij de Freebird in Asten, waar hij uiteindelijk meer dan 12,5 jaar als dj heeft gewerkt. In de Freebird werd een unieke, Amerikaans-getinte muziekstijl gedraaid die door Van Rijen zelf werd geïntroduceerd en gevoed.

### Twenty 4 Seven
In 1988 schreef Van Rijen samen met Ricardo Overman (aka MC Fixx-It) zijn eerste single “I Can’t Stand It”, en zijn eigen act werd geboren: Twenty 4 Seven. De versie blijft hangen in de tipparade, waarna Van Rijen met de platenmaatschappij Freaky Records besluit om er een Hiphouse-versie van te maken. Het refrein laat hij ditmaal inzingen door de pas 15-jarige Nance Coolen, waardoor Van Rijen een van de eersten was die een mannelijke rapper combineerde met een vrouwelijke zanger; een combinatie die later in de Eurodance nog regelmatig gebruikt zou worden door onder meer 2 Unlimited, 2 Brothers on the 4th Floor en Culture Beat.
In 1989 werd Van Rijen benaderd door Duitse platenmaatschappij BCM Records, die hem vraagt het nummer opnieuw op te nemen. De platenmaatschappij doet het verzoek tot een andere rapper en draagt Captain Hollywood aan. Samen met Captain Hollywood scoorde Van Rijen vervolgens internationaal succes met de tracks “I Can’t Stand It” en “Are You Dreaming”, beide afkomstig van het album Streetmoves (1989). Voor dit album schreef Van Rijen alle nummers, met uitzondering van I Can't Stand It, samen met Jim Soulier. De groep bestond op dat moment uit vier leden: Captain Hollywood, Nance, Jacks en Hanks. In 1992 besloot Captain Hollywood solo te gaan, en duurde het uiteindelijk meer dan een jaar voordat Van Rijen een nieuwe rapper vond. Via DJ Sven van Veen (bekend van The Holiday Rap) kwam Van Rijen in contact met Stacey Paton (performing onder de naam: Stay-C). Samen met Stacey schreef Van Rijen daarna alle andere wereldhits, zoals Slave To The Music, Is It Love, Take Me Away, Leave Them Alone en Oh baby. 

### Refix
Van de Rijen is tot op de dag van vandaag te horen op de Nederlandse radio. Hij heeft een wekelijkse rubriek gemaakt The Refix. Hierin maakt hij een remix van een bekende radioclassic. Zijn rubriek wordt uitgezonden in diverse radioprogramma's waaronderRadio 10-programma Den's Fever en het syndicated-programma The X Vibe.
Ook draait hij geregeld in het land samen met Stan van Dinter, onder de naam 2 TRUST DJ's.